# Christian Petzold (compositor)

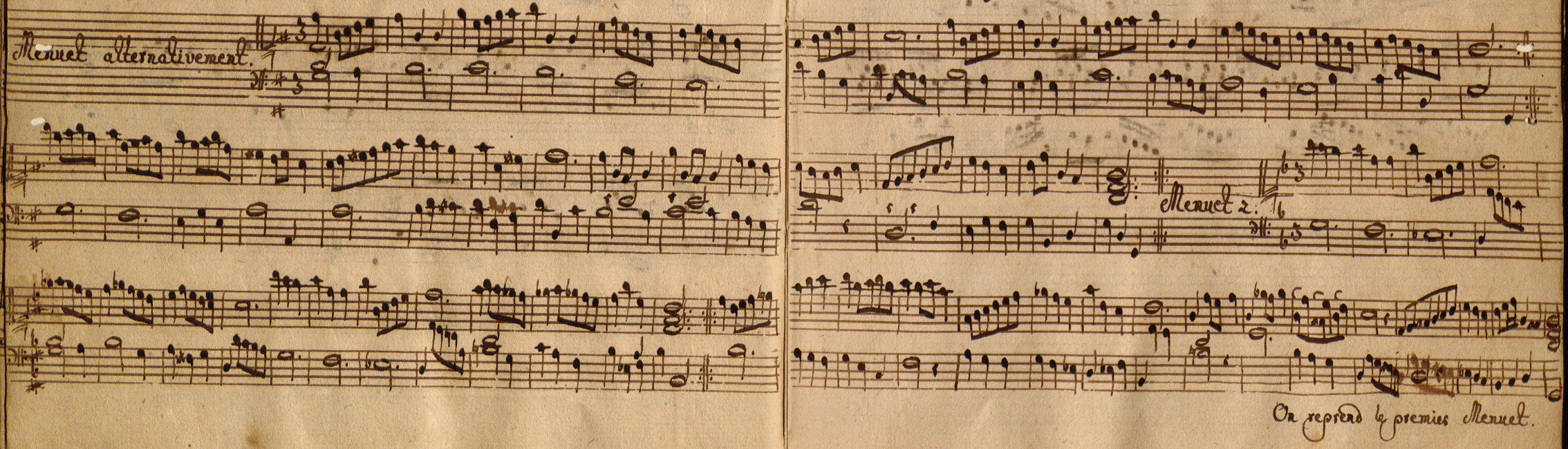
Minuetos de la suite en sol mayor de Christian Petzold.

Christian Petzold (1677  Königstein, Alemania -  Dresde, Alemania 2 de julio de 1733) fue un compositor y organista alemán. Permaneció activo principalmente en la ciudad de Dresde, donde alcanzó una gran reputación en vida, sin embargo muy pocas de sus obras han sobrevivido. En los años 70 del siglo XX se llegó a la conclusión de que era el autor del famoso minueto en sol mayor del Pequeño libro de Anna Magdalena Bach, anteriormente atribuido a Johann Sebastian Bach.

## Biografía
Nació en Weißig, cerca de Königstein (Sajonia) en 1677, se desconoce la fecha exacta. A partir de 1703 fue organista de la iglesia de Santa Sofía (Sophienkirche) en Dresde, en 1709 fue nombrado músico de la corte compositor y organista. Tuvo una vida musical muy activa y realizó giras por diferentes países, actuando en París en (1714) y Venecia en (1716). En 1720 escribió una obra para la inauguración del nuevo órgano de la iglesia de Santa Sofía en Dresde, obra del fabricante Gottfried Silbermann.